# 克里斯托夫·伊斯特万
克里斯托夫·伊斯特万（匈牙利語：Kristóf István，1912年8月14日—1979年7月5日），匈牙利共产党中央委员会后补委员，全国工会理事会主席、中央主席团秘书长。